# ای‌ئی‌دبلیو
آل اِلیت رسلینگ (به انگلیسی: All Elite Wrestling) یا ای‌ئی‌دبلیو (اختصاری AEW) یک کمپانی کشتی حرفه‌ای آمریکایی است که در سال ۲۰۱۹ در جکسون‌ویل، فلوریدا تأسیس شد. موسسان این شرکت، کارآفرینان پاکستانی-آمریکایی یعنی شاهد خان و پسرش تونی هستند. شاهد خان سرمایه‌گذار اصلی و پسرش به‌عنوان رئیس هیئت مدیره و مدیر اجرایی فعالیت می‌کنند. از این کمپانی به عنوان دومین کمپانی بزرگ در زمینه کشتی حرفه ای پس از دبلیودبلیوئی نام برده می‌شود.
این کمپانی دو شوی هفتگی دارد که اولین و قدیمی‌ترین آن، داینامایت است که از اکتبر ۲۰۱۹ به صورت زنده، چهارشنبه‌ها از شبکه تی‌بی‌اس پخش می‌شود. داینامایت تا دسامبر ۲۰۲۱ از شبکه تی‌ان‌تی پخش می‌شد تا اینکه در ابتدای سال ۲۰۲۲ به شبکه خواهر آن، تی‌بی‌اس منتقل شد. دومین شوی هفتگی که در ژوئن ۲۰۲۳ هر شنبه به صورت زنده پخش می‌شود، کالیژِن نام دارد که از شبکه تی‌ان‌تی پخش می‌شود. این شرکت همچنین یک برنامه ویژه با نام بتل آف د بلتز دارد که هر سه ماه یک‌بار در تی‌ان‌تی پخش می‌شود. این شرکت همچنین تعدادی پی پر ویو و برنامه‌های ویژه تلویزیونی در طول سال تولید می‌کند که دابل اور ناثینگ، به عنوان مهم‌ترین رویداد و پی پر ویو این شرکت در نظر گرفته می‌شود.

## تاریخچه

### پیشینه و شکل‌گیری (۲۰۱۹-۲۰۱۷)

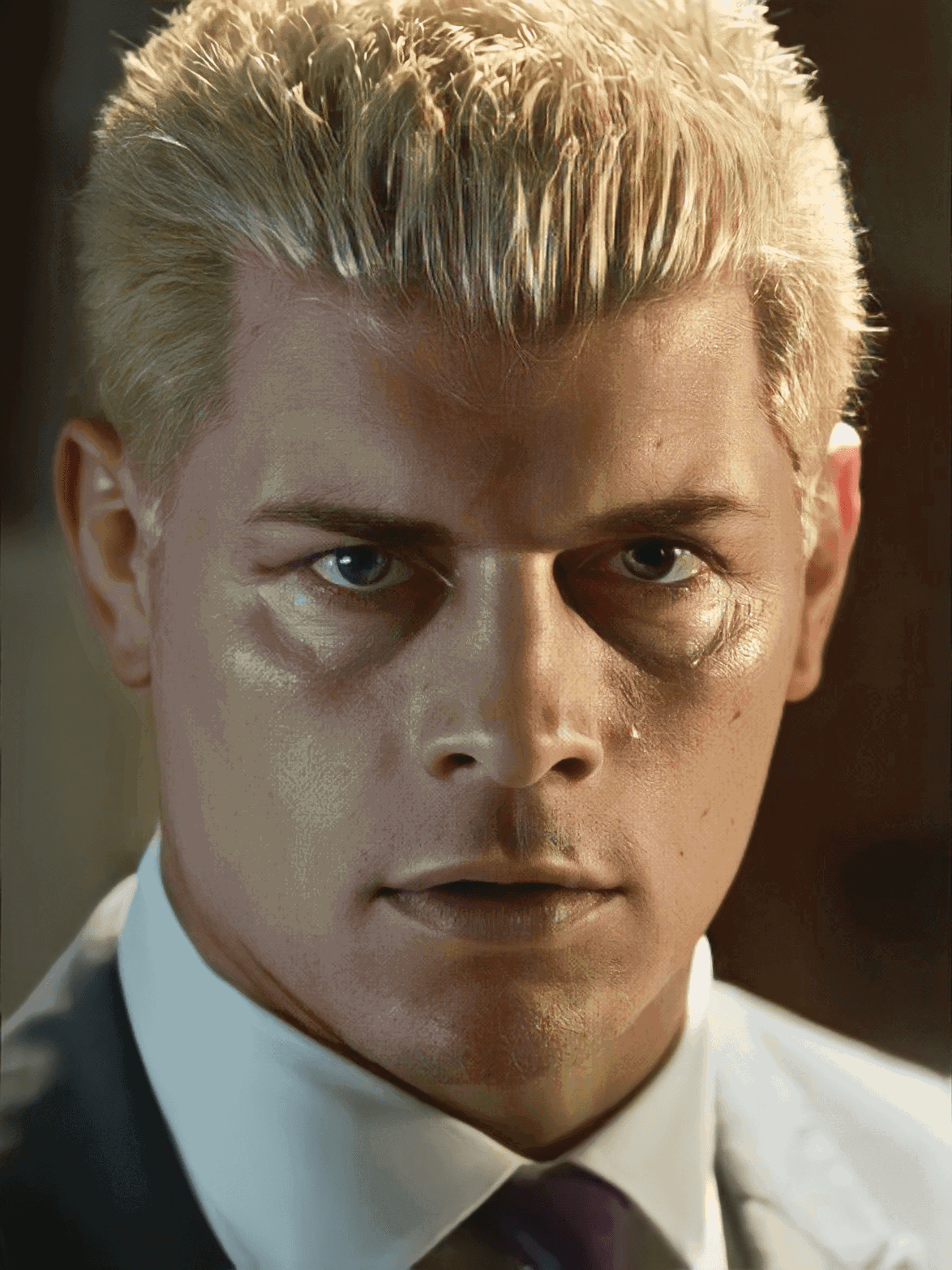
کودی رودز

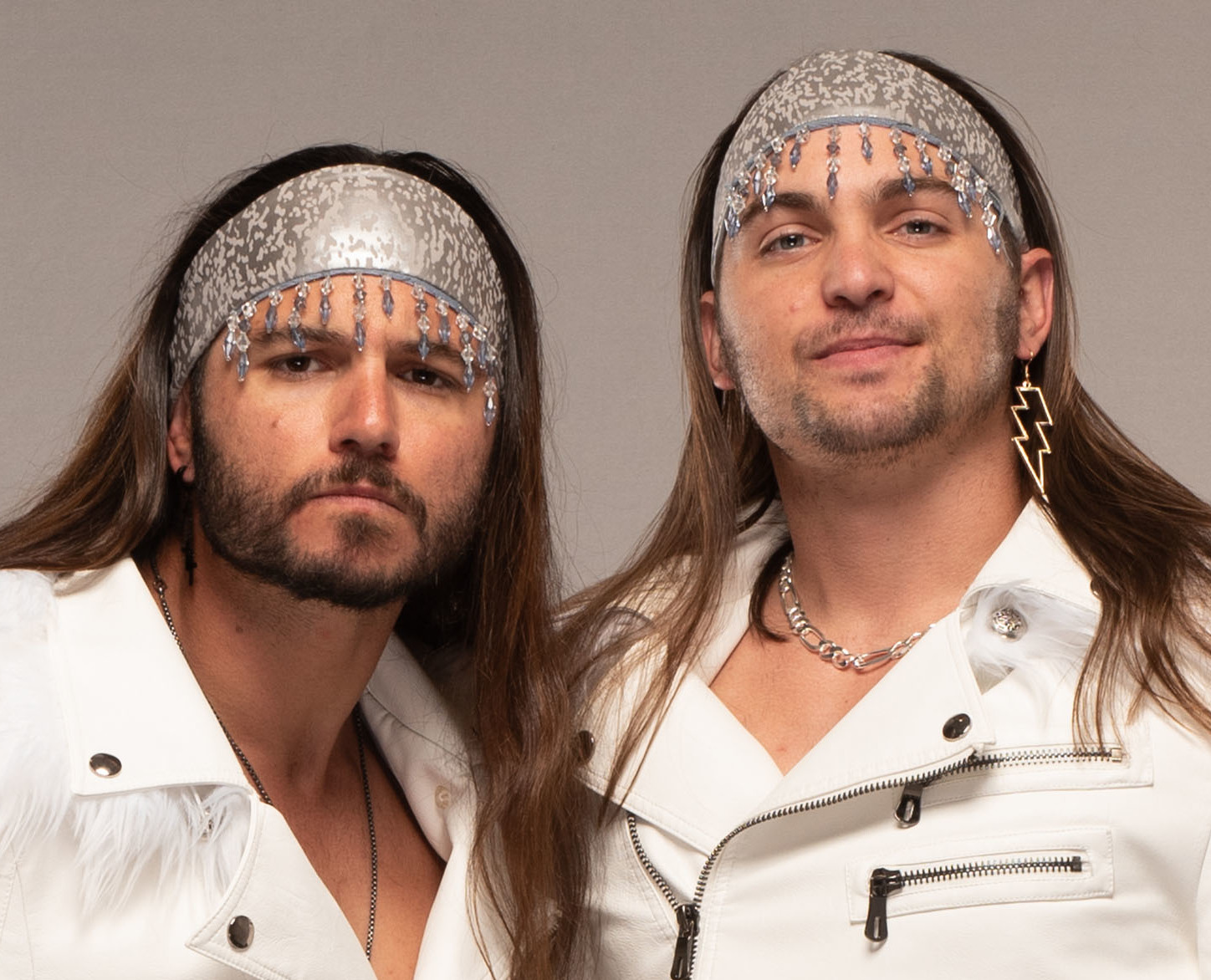
یانگ باکس (مت جکسون و نیک جکسون)

در ماه مه ۲۰۱۷، دیو ملتزر، روزنامه‌نگار مطرح کشتی حرفه‌ای اعلام کرد که شرکت رینگ آو آنر قادر به فروش ۱۰ هزار بلیط برای رویدادهای خود نیست؛ اتفاقی که از سال ۱۹۹۹ م. بدین سو رخ نداده بود، پس از آنکه دبلیودبلیوئی موفق شد رقیب اصلی خود در آن زمان، یعنی دبلیوسی‌دبلیو را شکست دهد؛ به بیان دیگر، از سال ۱۹۹۹ تا آن زمان، تقریبا میتوان گفت که یکه‌تاز کشتی حرفه‌ای در ایالات متحده، فقط دبلیودبلیوئی بود. این صحبت دیو ملتزر توسط کودی رودز و تیم یانگ باکس (متشکل از مت و نیک جکسون) که آن زمان در رینگ آو آنر مشغول به فعالیت بودند و از ستاره‌های اصلی این شرکت به شمار رفته و از دوستان قدیمی همدیگر بودند، پاسخ داده شد. آنها رویدادی مستقل با نام آل این در سپتامبر ۲۰۱۸ با حضور کشتی‌گیرانی از رینگ آو آنر و سایر شرکت‌های دیگر کشتی حرفه‌ای در آمریکا برگزار کردند. بلیط‌های این رویداد در عرض ۳۰ دقیقه به فروش رسید و آل این به نخستین رویداد کشتی حرفه‌ای از سال ۱۹۹۳ تبدیل شد که دارای بیشترین تماشاچی بوده باشد و رویداد متعلق به یکی از شرکت‌های دبلیودبلیوئی یا دبلیوسی‌دبلیو نباشد. این رویداد با حضور ۱۱,۲۶۳ نفر برگزار شد.این رویداد مورد تحسین مردم و روزنامه‌نگاران این حوزه قرار گرفت و به گمانه‌زنی‌هایی زیادی در این خصوص دامن زد؛ مبنی بر اینکه کودی و یانگ باکس جاه‌طلبی‌های خود را گسترش خواهند داد و ممکن است دومین رویداد آل این را برگزار کرده یا حتی شرکت کشتی حرفه‌ای خود را ایجاد کنند. طبق گزارش ها، شرکت‌های حوزه تلویزیون نیز بسیار تحت تاثیر این رویداد قرار گرفتند.

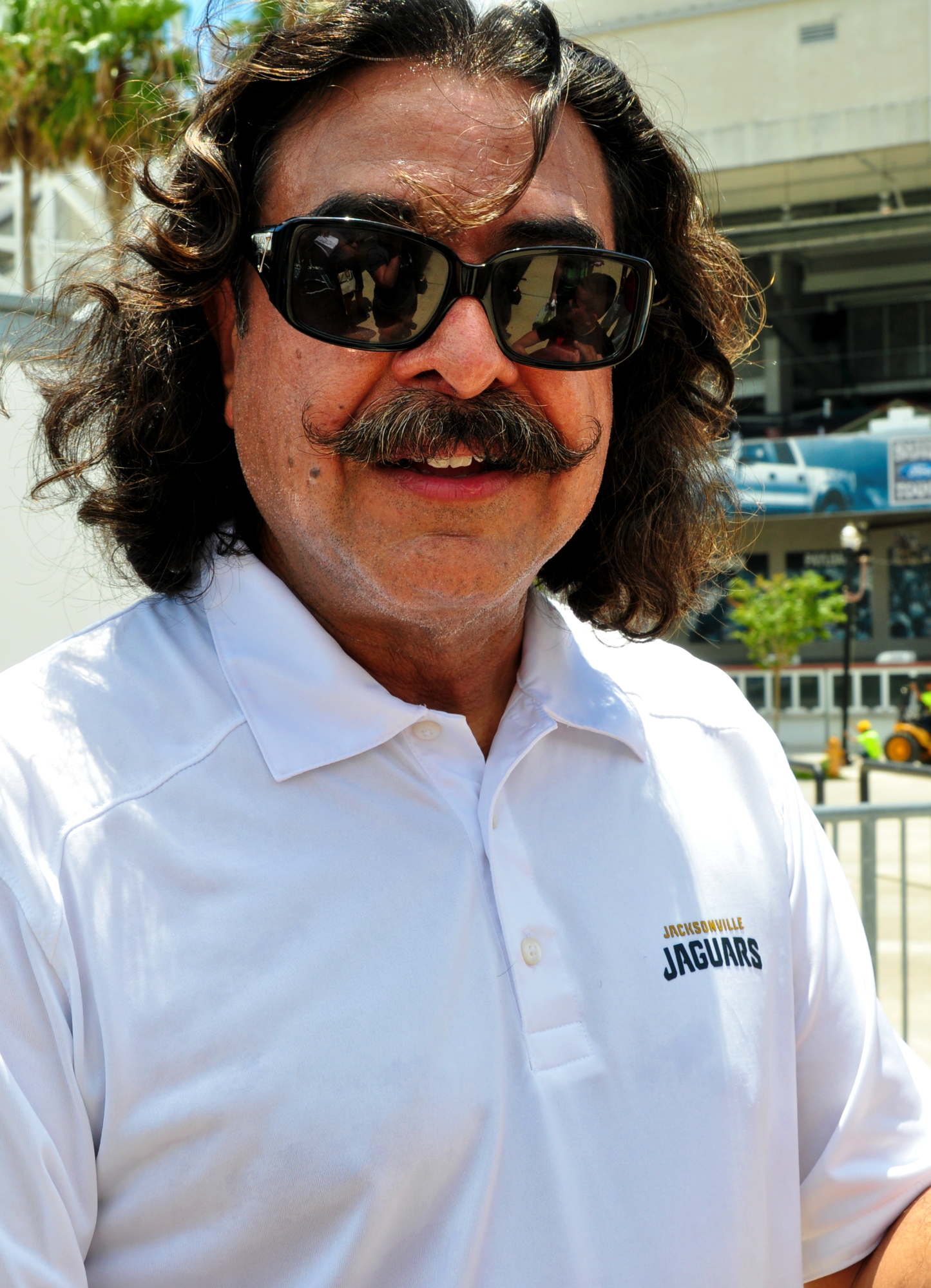
شاهد خان

در ۵ نوامبر ۲۰۱۸، چندین علامت تجاری در جکسون‌ویل، فلوریدا ثبت شد که نشان‌دهنده تاسیس آل الیت رسلینگ بود؛ نام‌هایی نظیر آل الیت رسلینگ،‌ آل اوت، دابل اور ناثینگ، داینامایت و... . در دسامبر ۲۰۱۸، کودی،‌ یانگ باکس و چندین کشتی‌گیر دیگر، رینگ آو آنر را ترک کردند. اطلاعیه رسمی مبنی بر تاسیس شرکت آل الیت رسلینگ در نیمه‌شب ۱ ژانویه ۲۰۱۹ به وقت شرق آمریکا در یوتیوب منتشر و اعلام شد که نخستین رویداد این شرکت،‌ دابل اور ناثینگ خواهدبود.

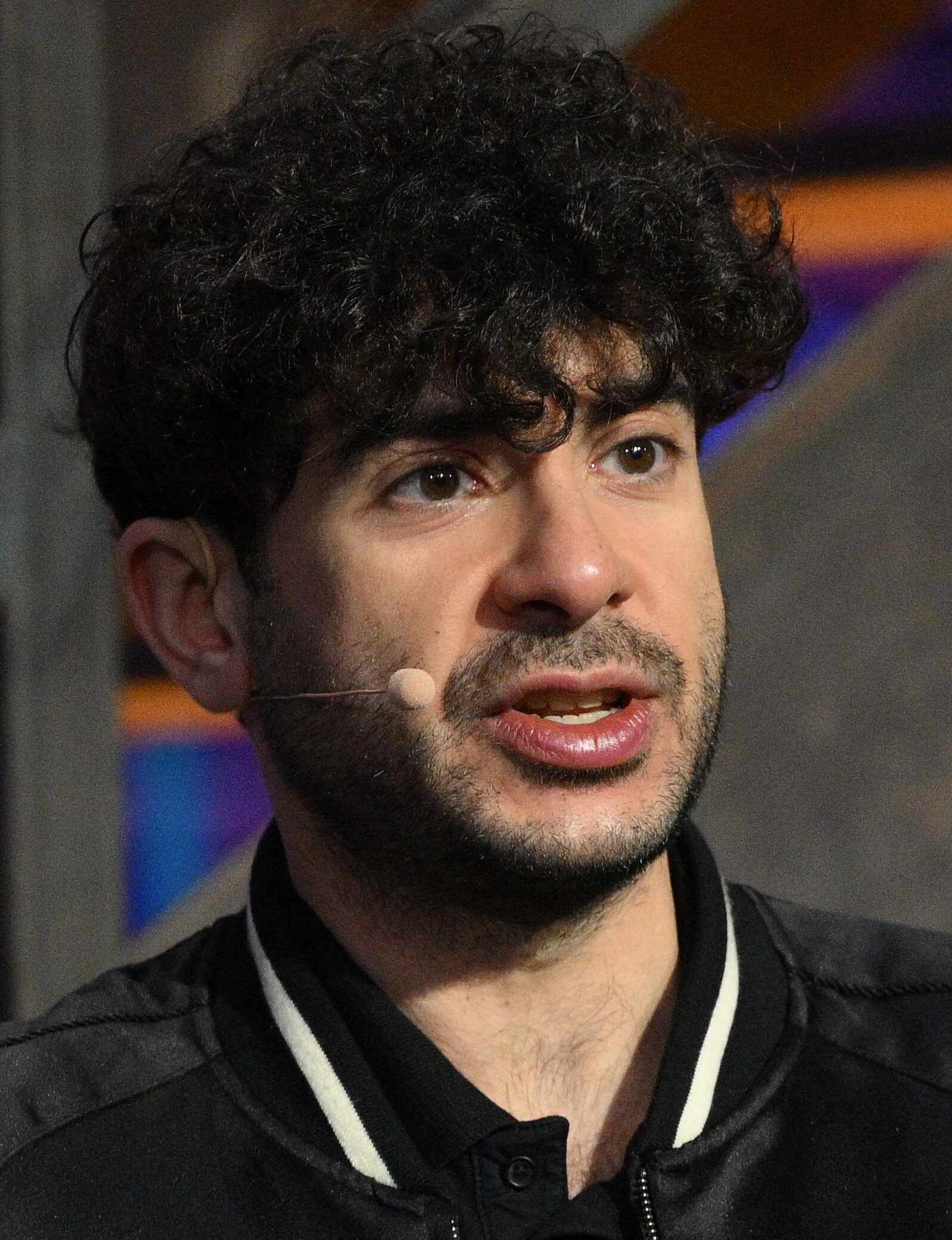
تونی خان

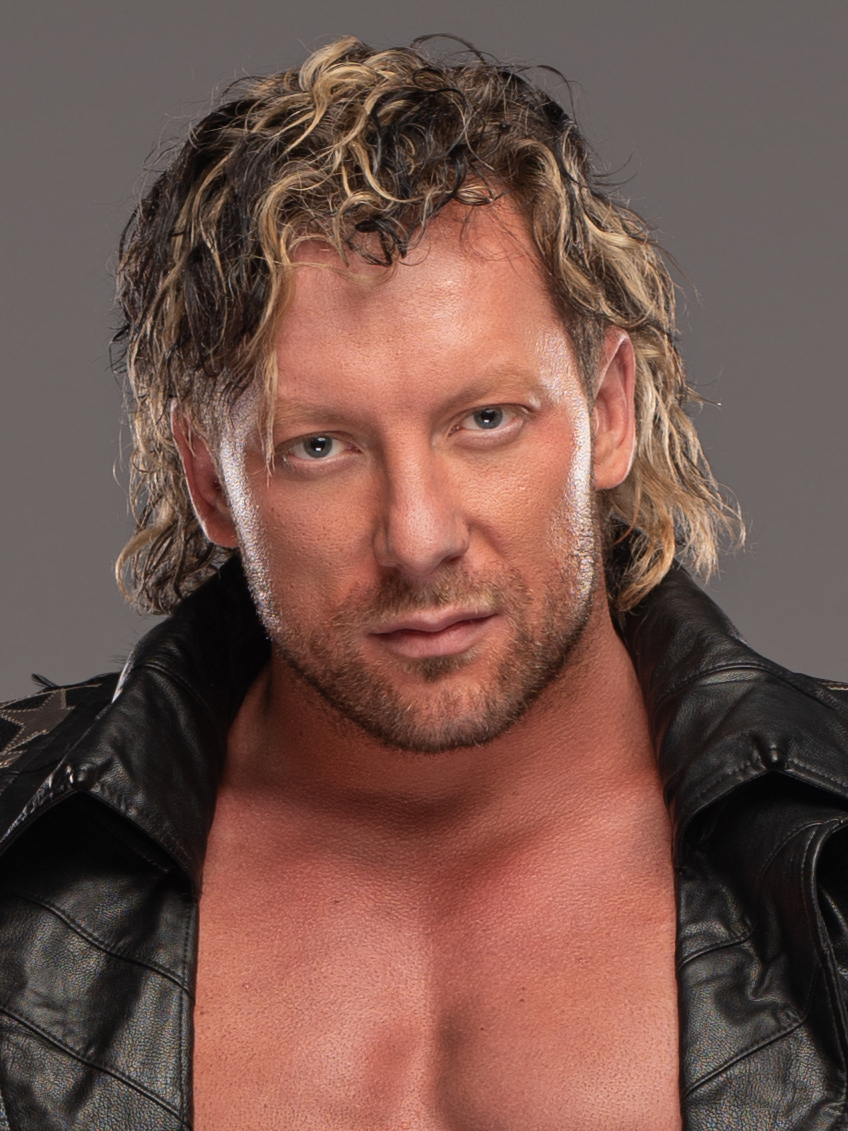
کنی امگا

یک روز بعد، کودی و یانگ باکس به صورت رسمی با این شرکت هم به عنوان کشتی‌گیر و هم به عنوان معاونین اجرایی شرکت،‌ قرارداد امضا کردند؛‌ همچنین کارآفرین و یکی از طرفداران قدیمی کشتی حرفه‌ای، تونی خان به عنوان رئیس شرکت معرفی شد. تونی و پدرش، شاهد خان،‌ از سوی وبگاه‌های خبری به عنوان سرمایه‌گذاران اصلی این شرکت معرفی شدند. شاهد خان فردی میلیونر است و مالک تیم فوتبال فولام و تیم فوتبال آمریکایی جکسون‌ویل جگوارز هستند. همچنین همسر کودی، بِرَندی رودز نیز به‌عنوان مدیر ارشد بازاریابی شرکت منصوب شد.
در ۸ ژانویه ۲۰۱۹، شرکت،‌ نخستین کنفرانس مطبوعاتی خود را در محوطه ورزشگاه اِوِربانک برگزار کرد؛ همچنین شماری از کشتی‌گیرانی که قرار بود در این شرکت فعالیت کنند نیز اعلام شد، از جمله کشتی‌گیران سابق رینگ آو آنر یعنی کریستوفر دنیلز، اسکورپیو اسکای،‌ فرانکی کازاریان و "هنگ‌من" آدام پیج، کشتی‌گیران مستقلی مثل بریت بیکر و جویی جانِلا و کشتی‌گیران سابق دبلیودبلیوئی، پک و کریس جریکو.
یک ماه بعد، شرکت،‌ مجددا کنفرانس مطبوعاتی برگزار کرد که ضمن اعلام فروش بلیط‌های پی پر ویوی دابل اور ناثینگ، پیوستن کنی امگا به عنوان کشتی‌گیر و چهارمین معاون اجرایی شرکت اعلام شد. به جز امگا، کشتی‌گیران دیگری نیز در این مراسم با ای‌ئی‌دبلیو قرارداد امضا کردند.

### تاسیس و پخش در تی‌ان‌تی (۲۰۲۰-۲۰۱۹)
در ۱۵ مه ۲۰۱۹، ای‌ئی‌دبلیو و وارنر مدیا، اعلام کردند که قراردادی میان این دو شرکت برای پخش یک برنامه هفتگی کشتی ‌حرفه‌ای به صورت زنده از شبکه تی‌ان‌تی منعقد شده است‌؛ شبکه‌ای که قبلا و در دهه ۹۰ میلادی،‌ برنامه ماندی نایترو دبلیوسی‌دبلیو را به عنوان رقیب دبلیودبلیوئی راو در طول جنگ دوشنبه‌شب‌ها پخش می‌کرد. بخش ورزشی سی‌بی‌اس در مقاله‌ای، ای‌ئی‌دبلیو را "نخستین شرکت با پشتوانه مالی بالا توصیف کرد که قادر به رقابت با دبلیودبلیوئی در سطح بالا پس از دو دهه است."
در ۲۵ مه ۲۰۱۹، ای‌ئی‌دبلیو، نخستین پی پر ویوی خود یعنی دابل اور ناثینگ را تولید کرد. این رویداد در ام‌جی‌ام گرند گاردن آرنا در حومه لاس وگاس برگزار شد. این رویداد همچنین نخستین حضور جان ماکسلی که پیش از این در دبلیودبلیوئی با نام دین امبروز فعالیت می‌کرد هم بود. در جریان این رویداد، اسطوره کشتی حرفه‌ای، برت هارت،‌ از کمربند قهرمانی جهانی ای‌ئی‌دبلیو پرده برداری کرد. در طول تابستان،‌ ای‌ئی‌دبلیو دو رویداد دیگر به نام‌های فایتر فِست در ژوئن و فایت فور د فالن در ژوئیه تولید کرد.
در ۳۱ اوت ۲۰۱۹، ای‌ئی‌دبلیو، دومین پی پر ویو خود را با نام آل اوت به عنوان جانشین رویداد آل این برگزار کرد (در آن زمان حق و علامت تجاری "آل این" با وجود مستقل بودن رویداد، در اختیار رینگ آو آنر بود). در این رویداد، کمربند قهرمانی جهانی زنان ای‌ئی‌دبلیو نیز رونمایی شد و کریس جریکو نیز با شکست دادن آدام پیج، نخستین قهرمان عنوان جهانی ای‌ئی‌دبلیو شد. در ۱۹ سپتامبر، وبسایت تی‌ان‌تی اعلام کرد که در روز ۱ اکتبر و در ساعت ۸ شب به وقت محلی، نخستین برنامه تلویزیونی ای‌ئی‌دبلیو با نام داینامایت به صورت آزمایشی و به‌مدت ۱ ساعت برگزار خواهد شد. در ۲ اکتبر، نخستین برنامه داینامایت در تی‌ان‌تی پخش شد که ۱ میلیون و ۴۰۰ هزار نفر بیننده جذب کرد که داینامایت را به اولین برنامه در ۵ سال اخیر تبدیل کرد که دارای بیشترین بیننده در این شبکه در نخستین قسمتش است. همزمان در همان روز، نخستین برنامه دبلیودبلیوئی ان‌اکس‌تی به مدت ۲ ساعت در یواس‌ای نتورک پخش شد (دو قسمت پیش از آن هفته به این صورت بود که یک ساعت در یواس‌ای نتورک و یک ساعت در دبلیودبلیوئی نتورک پخش می‌شد) که میانگین ۸۹۱ هزار بیننده جذب کرد. داینامایت توانسته بود هم از نظر بیننده و هم از نظر بینندگان سنین ۱۸ تا ۴۹ سال، دو برابر ان‌اکس‌تی، بیننده به دست آورد. از این روز، "جنگ چهارشنبه‌شب‌ها" شروع شد. پیش و پس از قسمت‌ها، مسابقات غیرتلویزیونی برای پخش در شوی ای‌ئی‌دبلیو دارک که در کانال یوتیوب این شرکت بارگذاری می‌شد، ضبط و فیلم‌برداری می‌شد تا در سه‌شنبه هفته آینده پخش گردد ( به جز قبل از پی پر ویوها که در آدینه پخش میشد). در ۹ نوامبر، سومین پی پر ویو ای‌ئی‌دبلیو با نام فول گیر برگزار شد که در مهم‌ترین مسابقه این رویداد، جان ماکسلی موفق شد کنی امگا را شکست دهد.
در ۱۵ ژانویه ۲۰۲۰، وارنر مدیا و ای‌ئی‌دبلیو، تمدید قرارداد ۱۷۵ میلیون دلاری برای پخش داینامایت در تی‌ان‌تی تا سال ۲۰۲۳ و راه اندازی دومین برنامه هفتگی این شرکت برای پخش تلویزیونی را اعلام کردند، برنامه‌ای که بعدا با نام رمپیج در تی‌ان‌تی پخش شد.

### تأثیر همه‌گیری کووید-۱۹ بر شرکت (۲۰۲۰-۲۰۱۹)

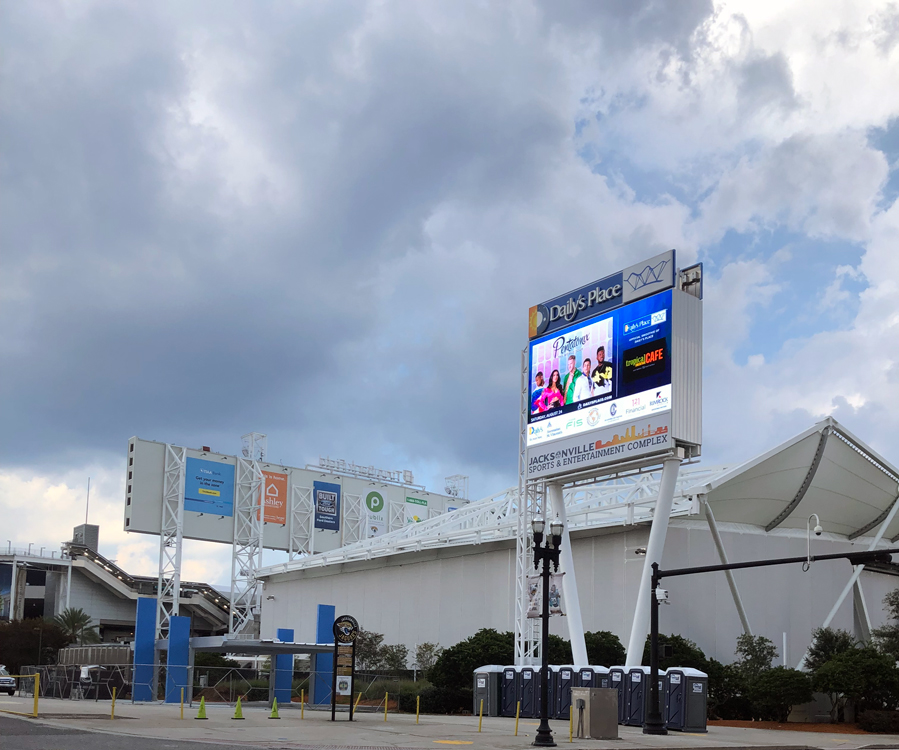
ورزشگاه دیلی‌پلیس در جکسون‌ویل، فلوریدا که در دوران کرونا، محل برگزاری برنامه‌های ای‌ئی‌دبلیو بود.

از مارس ۲۰۲۰ که لغو و تعویق مسابقات سایر ورزش‌ها به‌سبب همه‌گیری کووید-۱۹ آغاز شد، ای‌ئی‌دبلیو نیز تحت تأثیر این موارد قرار گرفت. پس از تعلیق فصل ۲۰۲۰-۲۰۱۹ ان‌بی‌اِی به‌دلیل مثبت شدن تست کرونای دو بازیکن، قسمت ۱۸ مارس داینامایت بدون حضور تماشاگران در جسکون‌ویل، فلوریدا برگزار شد. همچنین قرار بود دابل اور ناثینگ آن سال در ۲۳ می در لاس وگاس برگزار شود، اما در ۸ آوریل، ایالت نوادا اعلام کرد که تمامی تجمعات عمومی به هر شکلی تا ۳۱ مه در این ایالت لغو خواهد شد. ای‌ئی‌دبلیو نیز اعلام کرد که دابل اور ناثینگ در همان تاریخ مقرر اما در مقر شرکت در جکسون‌ویل برگزار می‌شود.
در ۱۳ آوریل، ران دسنتیس، فرماندار فلوریدا، ای‌ئی‌دبلیو را مانند دبلیودبلیوئی، یک تجارت ضروری برای اقتصاد این ایالت دانسته بود و به‌ همین منظور، دستوری را برای ثبت استثنای کارمندان «ورزش و رسانه» که دارای مخاطبین ملی هستند،‌ از قرنطینه عمومی در خانه صادر کرد. تونی خان در مصاحبه‌ای در آن زمان اظهار داشت که همه‌گیری باعث ضرر میلیون دلاری این شرکت به‌دلیل عدم برگزاری رویدادهای زنده با تماشاگر شده است.
در ۳ اوت ۲۰۲۰، نخستین خط تولید اکشن‌فیگورها و اسباب‌بازی‌های ای‌ئی‌دبلیو توسط شرکت جزویرز افتتاح شد.
از قسمت ۲۷ اوت داینامایت، مجوز حضور تماشاگران با رعایت دستورالعمل‌های پزشکی نظیر پوشیدن ماسک، فاصله‌گذاری اجتماعی و بررسی دما و به‌اندازه ۱۰ درصد از گنجایش ورزشگاه صادر شد. این مقدار پس از رویداد آل اوت آن سال به ۱۵ درصد افزایش یافت.
در ۱۰ نوامبر ۲۰۲۰، ای‌ئی‌دبلیو اعلام کرد که سه بازی مخصوص این شرکت در حال توسعه است؛ ای‌ئی‌دبلیو کازینو: دابل اور ناثینگ و ای‌ئی‌دبلیو الیت جی‌ام مخصوص موبایل و ای‌ئی‌دبلیو: فایت فور اِوِر مخصوص کامپیوتر و کنسول‌ها که توسط توسعه‌دهنده سابق بازی‌های دبلیودبلیوئی، یعنی یوکز توسعه یافته است.
در مه ۲۰۲۱ و برای نخستین بار از آغاز همه‌گیری، پی‌پرویوی دابل اور ناثینگ با حضور کامل تماشاچیان برگزار شد.

### بازگشت به تور های زنده در شهرهای مختلف (۲۰۲۲-۲۰۲۱)
در مه ۲۰۲۱، ای‌ئی‌دبلیو اعلام کرد که با قسمت ویژه داینامایت در ۷ ژوئیه در میامی، فلوریدا، مجددا به تور های زنده هفتگی بازخواهدگشت. این کار باعث شد ای‌ئی‌دبلیو به عنوان اولین شرکت بزرگ کشتی حرفه‌ای تبدیل شود که در حین همه‌گیری، تور های زنده خود را از سر می‌گیرد. البته این قسمت که با نام Road Rager تبلیغ شده بود،‌ نخستین قسمت از تور چهارهفته‌ای ای‌ئی‌دبلیو با نام «Welcome Back» بود که با برگزاری دو قسمت Fyter Fest در گارلند، تگزاس و Fight For The Fallen در شارلوت، کارولینای شمالی به اتمام رسید. در ماه ژوئن، ای‌ئی‌دبلیو اعلام کرد که قسمت ۲۲ سپتامبر داینامایت، یک قسمت ویژه دیگر با نام «گرنداسلم» خواهد بود که برای اولین بار در نیویورک برگزار می‌شود؛ شهری که معمولا به عنوان سرزمین و منطقه اصلی دبلیودبلیوئی شناخته می‌شود. این رویداد با حضور بیش از ۲۰۰۰۰ تماشاگر به پربازدیدترین رویداد این شرکت تبدیل شد.
در ۲۰ اوت ۲۰۲۱، سی‌ام پانک برای اولین بار پس از ۱۰ سال و در شوی رمپیج به کشتی حرفه‌ای بازگشت.
در قسمت ۲ مارس ۲۰۲۲ داینامایت، تونی خان اعلام کرد که رینگ آو آنر را به‌همراه دارایی‌ها، مالکیت معنوی و کتابخانه ویدئویی آن خریداری کرده است؛ خریدی که در ۴ مه نهایی شد. او اعلام کرد که از رینگ آو آنر به‌عنوان برند توسعه ورزشکاران ای‌ئی‌دبلیو استفاده خواهد شد. بعدا در سال ۲۰۲۲، ای‌ئی‌دبلیو، اولین رویدادهای خود را در خارج از آمریکا برگزار کرد؛ پخش زنده داینامایت در ۱۲ اکتبر در تورنتو و ضبط شوی رمپیج در روز بعد آن و در همان محل.

### اولین پخش کالیژن و برگزاری رویداد درورزشگاه ومبلی(۲۰۲۲-تاکنون)
پس از پایان پی‌پرویوی آل اوت ۲۰۲۲، سی‌ام پانک که در آن زمان، قهرمان کمربند جهانی ای‌ئی‌دبلیو بود، از نشست خبری پس از شو استفاده کرد تا نارضایتی واقعی خود را از بعضی از افراد پشت صحنه مثل کلت کابانا، آدام پیج، یانگ باکس و کنی امگا نشان دهد. پس از پایان نشست خبری، گزارش شد که سی‌ام پانک و دوستش، اِیس اِستیل و یانگ باکس و امگا با هم وارد درگیری نسبتا جدی شدند. پس از این حادثه، همه درگیران تعلیق شده و پانک از قهرمانی جهانی و یانگ باکس و امگا از قهرمانی تریوز (تگ تیم سه‌نفره) تعلیق شدند و تا چند هفته، مسابقات بر سر این کمربندان که فاقد قهرمان بودند، برگزار شد. همچنین قرارداد استیل یک ماه بعد فسخ شد. تعلیق یانگ باکس و امگا در فول گیر همان سال لغو شد و آنها در آن رویداد بازگشتند.
در ۱ فوریه ۲۰۲۳، ای‌ئی‌دبلیو اعلام کرد که برنامه رویدادهای زنده خودش را گسترش خواهد داد و مسابقاتی که فاقد پخش تلویزیونی و صرفا مخصوص تماشاچیان حاضر در ورزشگاه است (مشابه لایو تور های دبلیودبلیوئی) برگزار خواهد کرد. همچنین در ۵ آوریل ۲۰۲۳ اعلام شد که پی‌پرویوی «آل این» (با توجه به خرید رینگ آو آنر توسط تونی خان، او قادر به استفاده از این نام بود) مجددا و این بار در ۲۷ اوت ۲۰۲۳ و در ورزشگاه ومبلی لندن برگزار خواهد شد.
در ۱۷ مه ۲۰۲۳، سومین برنامه هفتگی تلویزیونی ای‌ئی‌دبلیو با نام کالیژن پخش شد که در اولین قسمت آن، سی‌ام پانک پس از حوادث آل اوت سال گذشته بازگشت و لوچاسورس موفق به گرفتن کمربند قهرمانی تی‌ان‌تی شد. این برنامه به‌استثنای برخی از قسمت‌ها، به صورت زنده و از شبکه تی‌ان‌تی پخش می‌شود.
در ژوئن ۲۰۲۳، بازی ای‌ئی‌دبلیو فایت فور اور توسط تی‌اچ‌کیو نوردیک منتشر شد. این بازی نقدهای متفاوتی دریافت کرد؛ برخی‌از منتقدین بازی را به دلیل سبک آرکید آن مورد تحسین قرار دادند،‌ ولی برخی به‌دلیل سفارشی‌سازی محدود و حالت کشتی‌گیران مورد انتقاد قرار گرفت.
در اوت ۲۰۲۳، آل این در ورزشگاه ومبلی لندن و با حضور ۷۲۲۶۵ نفر برگزار شد و این رویداد را به یکی از پربازدیدترین رویدادهای کشتی حرفه‌ای در تاریخ تبدیل کرد. این رویداد همچنین آخرین رویدادی بود که سی‌ام پانک به‌عنوان کشتی‌گیر ای‌ئی‌دبلیو حاضر بود، او پس از یک درگیری در پشت صحنه با جک پری توسط تونی خان و کمیته انضباطی اخراج و پری نیز تعلیق شد. پانک چندماه بعد و در جریان رویداد سروایور سریز: وار گیمز به دبلیودبلیوئی بازگشت.
در ۲ اکتبر ۲۰۲۴، ای‌ئی‌دبلیو و وارنر برادرز دیسکاوری اعلام کردند که قرارداد ما بین این دو شرکت برای چند سال آینده تمدید شده است. هم‌چنین علی‌رغم حفظ بیش‌تر برنامه‌های ای‌ئی‌دبلیو در شبکه‌های زیر نظر WBD، حق پخش شوهای هفتگی و پی‌پرویوهای ای‌ئی‌دبلیو به طور همزمان به پلتفرم استریم مکس نیز اضافه شد.

## قهرمانان کنونی
در حال حاضر در مجموع ۸ کمربند قهرمانی در ای‌ئی‌دبلیو وجود دارد که ۵ عنوان آن تک‌نفره، یک عنوان تگ تیم، یک عنوان تیمی ۳ نفره و ۲ عنوان قهرمانی انفرادی برای زنان است. به غیر از عناوین قهرمانی ای‌ئی‌دبلیو، برخی از عناوین قهرمانی رینگ آو آنر نیز در شوهای ای‌ئی‌دبلیو دفاع می‌شوند.

### مردان

#### انفرادی
| نام عنوان                    | قهرمان کنونی | قهرمان کنونی     | تعداد قهرمانی | تاریخ قهرمانی | روزهای قهرمانی   | مکان قهرمانی                                                                                          | توضیحات                                                                        | یادکرد |
| ---------------------------- | ------------ | ---------------- | ------------- | ------------- | ---------------- | --- | ------------------------------------------------------------------------------ | ------ |
| قهرمانی جهانی ای‌ئی‌دبلیو      |              | «هنگ‌من» آدام پیج | ۲             | ۱۲ ژوئیه ۲۰۲۵ | ۲۲               | آرلینگتون، تگزاس                                                                                      | با شکست دادن جان ماکسلی در یک مسابقه تگزاس دث مچ در آل این: تگزاس، قهرمان شد.  | [ ۴۷ ] |
| قهرمانی بین قاره‌ای ای‌ئی‌دبلیو |              | کازوچیکا اوکادا  | ۱             | ۲۰ مارس ۲۰۲۴  | ۵۰۱              | تورنتو، آنتاریو، کانادا                                                                               | با شکست دادن ادی کینگستون در داینامایت، قهرمان شد.                             | [ ۴۸ ] |
| قهرمانی بین‌الملل ای‌ئی‌دبلیو   | ۱            | کازوچیکا اوکادا  | ۱۲ ژوئیه ۲۰۲۵ | ۲۲            | آرلینگتون، تگزاس | با شکست دادن قهرمان عنوان بین‌الملل، کنی امگا در یک مسابقه برنده صاحب همه در آل این: تگزاس، قهرمان شد. | [ ۴۷ ]                                                                         |        |
| قهرمانی یکپارچه ای‌ئی‌دبلیو    | ۱            | کازوچیکا اوکادا  | ۱۲ ژوئیه ۲۰۲۵ | ۲۲            | آرلینگتون، تگزاس | با شکست دادن قهرمان عنوان بین‌الملل، کنی امگا در یک مسابقه برنده صاحب همه در آل این: تگزاس، قهرمان شد. | [ ۴۷ ]                                                                         |        |
| قهرمانی تی‌ان‌تی ای‌ئی‌دبلیو     |              | کایل فلچر        | 1             | ۳۱ ژوئیه ۲۰۲۵ | ۳                | شیکاگو، ایلینوی                                                                                       | با شکست دادن داستین رودز در یک مسابقه شیکاگو استریت فایت در کالیژن، قهرمان شد. | [ ۴۹ ] |

#### تگ تیم
| نام عنوان                      | قهرمان کنونی | قهرمان کنونی                                       | تعداد قهرمانی | تاریخ قهرمانی  | روزهای قهرمانی | مکان قهرمانی     | توضیحات                                                                                                  | یادکرد |
| ------------------------------ | ------------ | -------------------------------------------------- | ------------- | -------------- | -------------- | ---------------- | --- | ------ |
| قهرمانی جهانی تگ تیم ای‌ئی‌دبلیو |              | هرت سیندیکیت (بابی لشلی و شلتون بنجامین)           | ۱             | ۲۲ ژانویه ۲۰۲۵ | ۱۹۳            | ناکسویل، تنسی    | با شکست دادن پرایوت پارتی (مارک کوئن و ازایا کسیدی) در داینامایت، قهرمان شدند.                           | [ ۴۷ ] |
| قهرمانی جهانی تریوز ای‌ئی‌دبلیو  |              | د آپس (ساموآ جو، پاورهاوس هابز و کاتسویوری شیباتا) | ۱             | ۱۶ آوریل ۲۰۲۵  | ۱۰۹            | بوستون، ماساچوست | با شکست دادن دث رایدرز (کلادیو کاستانیولی، ویلر یوتا و جان ماکسلی) در داینامایت: اسپرینگ‌ترو قهرمان شدند. | [ ۴۹ ] |

### زنان
| نام عنوان                    | قهرمان کنونی | قهرمان کنونی         | تعداد قهرمانی | تاریخ قهرمانی | روزهای قهرمانی | مکان قهرمانی     | توضیحات                                                   | یادکرد |
| ---------------------------- | ------------ | -------------------- | ------------- | ------------- | -------------- | ---------------- | --------------------------------------------------------- | ------ |
| قهرمانی جهانی زنان ای‌ئی‌دبلیو |              | «تایملس» تونی استورم | ۴             | ۱۵ فوریه ۲۰۲۵ | ۱۶۹            | بریزبن، استرالیا | با شکست دادن ماریا می در گرند اسلم استرالیا، قهرمان شد.   | [ ۴۷ ] |
| قهرمانی تی‌بی‌اس ای‌ئی‌دبلیو     |              | مرسدس مونه           | ۱             | ۲۶ مه ۲۰۲۴    | ۴۳۴            | پارادایس، نوادا  | با شکست دادن ویلو نایتینگل در دابل اور ناثینگ، قهرمان شد. | [ ۴۹ ] |

## رویدادها
| رویداد          | تاریخ          | مکان                     | ورزشگاه          | مسابقه اصلی |
| --------------- | -------------- | ------------------------ | ---------------- | --- |
| روولوشن         | ۵ مارس ۲۰۲۳    | سان فرانسیسکو، کالیفرنیا | چِیس سنتر         | ام جی اف (c) درمقابل برایان دنیلسون در یک مسابقه آهنین ۱ ساعته برای کمربند جهانی AEW                                          |
| دابل اور ناتینگ | ۲۸ مه ۲۰۲۳     | پارادایس، نوادا          | تی-موبایل آرنا   | بلک پول کامبت کلاب (جان ماکسلی، برایان دنیلسون و کلادیو کاستانیولی) درمقابل د الیت (کنی امگا، مت جکسون، نیک جکسون و آدام پیج) |
| فوربیدن دور     | ۲۵ ژوئن ۲۰۲۳   | تورنتو، آنتاریو، کانادا  | اسکوتیوبانک آرنا | برایان دنیلسون درمقابل کازوچیکا اوکادا                                                                                        |
| آل این          | ۲۷ اوت ۲۰۲۳    | لندن، انگلستان           | ورزشگاه ومبلی    | ام جی اف (c) درمقابل آدام کول برای کمربند جهانی AEW                                                                           |
| آل اوت          | ۳ سپتامبر ۲۰۲۳ | شیکاگو، ایلینوی          | یونایتد سنتر     | اعلام نشده |
| رسل دریم        | ۱ اکتبر ۲۰۲۳   | سیاتل، واشینگتن          | کلایمت پلج آرنا  | اعلام نشده |
| فول گیر         | ۱۸ نوامبر ۲۰۲۳ | اینگلوود، کالیفرنیا      | کیا فورم         | اعلام نشده |